# Mamoea pilosa
Mamoea pilosa är en spindelart som först beskrevs av Bryant 1935.  Mamoea pilosa ingår i släktet Mamoea och familjen Amphinectidae. Inga underarter finns listade i Catalogue of Life.